# Фонтенбло (Флорида)
Фонтенбло (енгл. Fountainebleau) насељено је место без административног статуса у америчкој савезној држави Флорида.

## Демографија
По попису из 2010. године број становника је 59.764, што је 215 (0,4%) становника више него 2000. године.
| Група             | 2000.          | 2010.          |
| Белци             | 5.618 (9,4%)   | 3.558 (6,0%)   |
| Афроамериканци    | 1.214 (2,0%)   | 1.302 (2,2%)   |
| Азијати           | 1.057 (1,8%)   | 870 (1,5%)     |
| Хиспаноамериканци | 51.948 (87,2%) | 54.727 (91,6%) |
| Укупно            | 59.549         | 59.764         |